# Ngựa lùn nước kiệu Mỹ
Ngựa lùn nước kiệu Mỹ là một giống ngựa tương đối mới, được phát triển chủ yếu cho việc sử dụng như một con ngựa trong các cuộc thi tạo dáng ngựa. Mặc dù nó có ba dáng đi độc đáo, nó có thể thi đấu cạnh tranh Do di sản ngựa lùn xứ Welsh của nó, con ngựa cũng là một thợ săn nhẹ tuyệt vời.

## Đặc điểm
Ngựa lùn nước kiệu Mỹ là một phép lai chéo giữa ngựa nước kiệu Tennessee và ngựa lùn xứ Welsh. Việc đăng ký cho ngựa lùn nước kiệu Mỹ lần đầu tiên được thành lập vào năm 1968 bởi Joan Hudson Brown. Nó kiểm soát giống bằng cách chỉ cho phép những con ngựa đã được đăng ký với cả ngựa Đi bộ và ngựa lùn Welsh (hoặc một chéo giữa hai). Các con ngựa đầu tiên được đăng ký trong Registry Walking Pony Mỹ là BT vàng Splendor và ngựa cái đầu tiên là Flicka Browntree.
Chúng là loại tương đối lớn. Nó có một cơ thể sạch sẽ, đầu nhỏ, trên một cổ chân cong và cơ bắp. Các vai hơi dốc, hông được cơ bắp tốt và trở lại là tương đối ngắn. Nó có thể là hầu hết màu sắc. Giống ngựa này có khả năng thực hiện lập nhiều dáng đi, bao gồm cả việc đi bộ, nước kiệu, dáng đi chậm và chạy lúp xúp. Việc đi bộ là duy nhất cho giống này. 